# Vigdís Finnbogadóttir

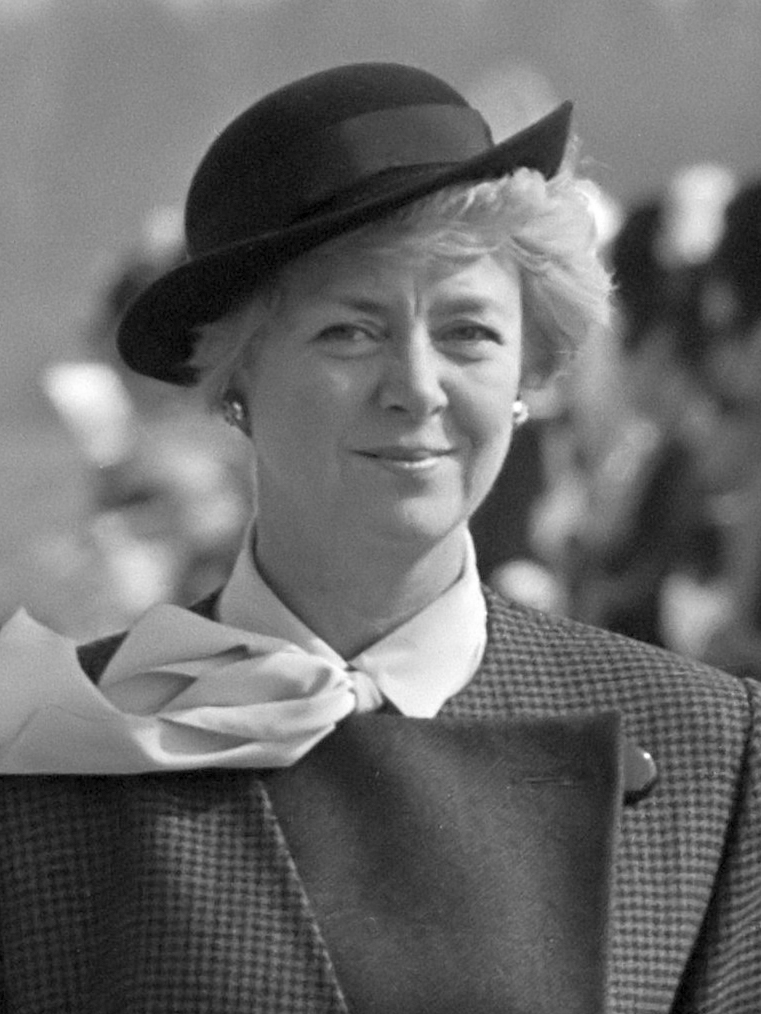
Vigdís Finnbogadóttir bei einem Staatsbesuch in den Niederlanden (1985)

Vigdís Finnbogadóttir ['vɪɣtiˑs 'fɪnpɔɣaˌtouhtɪr]  (* 15. April 1930 in Reykjavík) war von 1980 bis 1996 Präsidentin Islands. Sie ist die weltweit erste Frau, die zum Staatsoberhaupt eines Landes gewählt wurde.

## Herkunft und Ausbildung
Ihre Mutter Sigríður Eiríksdóttir (1894–1986) war Krankenschwester und nahezu 35 Jahre lang Vorsitzende des entsprechenden Berufsverbandes, ihr Vater, Finnbogi Thorvaldsson, Bauingenieur und Professor an der Universität von Island. Die Mutter arbeitete zur Zeit der Weimarer Republik in Berlin. Gemeinsam mit ihren Eltern war sie bei der Zeremonie anwesend, als am 17. Juni 1944 in Þingvellir die Republik Island gegründet wurde.
Vigdís besuchte das renommierte Menntaskólinn í Reykjavík. Anschließend begab sie sich 1949 zum Studium nach Frankreich. Auf der Fahrt von Kopenhagen nach Paris durchquerte sie das vom Krieg zerstörte Deutschland – durch die Eindrücke wurde sie Pazifistin. Sie studierte Literaturwissenschaft an der Universität Grenoble und an der Sorbonne in Paris sowie Theaterwissenschaft an der Universität Kopenhagen. Sie schloss ihr Studium an der Universität von Island mit Sprachstudien in Englisch und Französisch ab sowie mit einer Arbeit über englische und französische Literatur. Außerdem erwarb sie einen pädagogischen Abschluss.

## Familie
1953 heiratete sie den Arzt Ragnar Arinbjörn, die Ehe wurde nach neun Jahren geschieden. Nach harten Auseinandersetzungen mit den Behörden adoptierte sie 1972 ein Mädchen namens Ástríður.

## Beruf
Vigdís arbeitete als Französischlehrerin, als Reiseführerin für das isländische Touristik-Büro und in der Ausbildung von Reiseführern. Nach ihrer Rückkehr nach Island engagierte sie sich auch in der Theaterszene. Vigdís war künstlerische Leiterin der Reykjavíker Theatergruppe Leikfélag Reykjavíkur und 1972–1980 Leiterin des städtischen Theaters Reykjavík (Borgarleikhúsið). Bis 1980 gestaltete und moderierte sie ein Lernprogramm für Französisch im Isländischen Fernsehen, wo sie auch ein eigenes Kulturprogramm hatte.

## Politik
Von 1976 bis 1980 war Vigdís Mitglied des Rates für Kulturangelegenheiten in den nordischen Ländern.

### Wahlkampf
1980 wurde sie als Kandidatin für die isländische Staatspräsidentschaft nominiert. Bei der Wahl trat sie gegen Guðlaugur Þorvaldsson (früherer Präsident der Universität Island), Pétur Thorsteinsson (ehemaliger Diplomat) und Albert Guðmundsson (früherer Profifußballer und Politiker) an. Es war die zweite Wahl seit Gründung der Republik 1944, bei der mehrere Kandidaten antraten. 1975 war Vigdís an einem Generalstreik der Frauen für „gleichen Lohn für gleiche Arbeit“ beteiligt, an dem mehr als 20 % der Frauen Islands teilnahmen. Wichtig für den Erfolg (Island hat eine starke Frauenbewegung) war auch die Unterstützung der Seeleute-Vereinigung. Die Frauen der Kapitäne – die führenden Kräfte der Gesellschaft in den von der Fischerei lebenden Siedlungen – und (über Bordfunk) die Kapitäne der Trawler unterstützten ihren Wahlkampf. Die Seeleute kannten die Situation und hatten gute Erfahrungen damit, dass Frauen auch gute Führungskräfte sein konnten, da in diesen Gesellschaftsstrukturen die Männer oft auf hoher See und somit länger abwesend waren.
Unter den Wählern war sie umstritten, nicht nur weil sie eine Frau war – sie war ja auch noch alleinstehend mit einem adoptierten Kind. Gegen ihre Erfolgschancen sprach außerdem, dass sie sich als Pazifistin für den Abzug der US-Streitkräfte von Island eingesetzt und auch dafür demonstriert hatte. Die US-Streitkräfte stellten in Island einen nicht zu unterschätzenden Wirtschaftsfaktor dar.

### Präsidentschaft

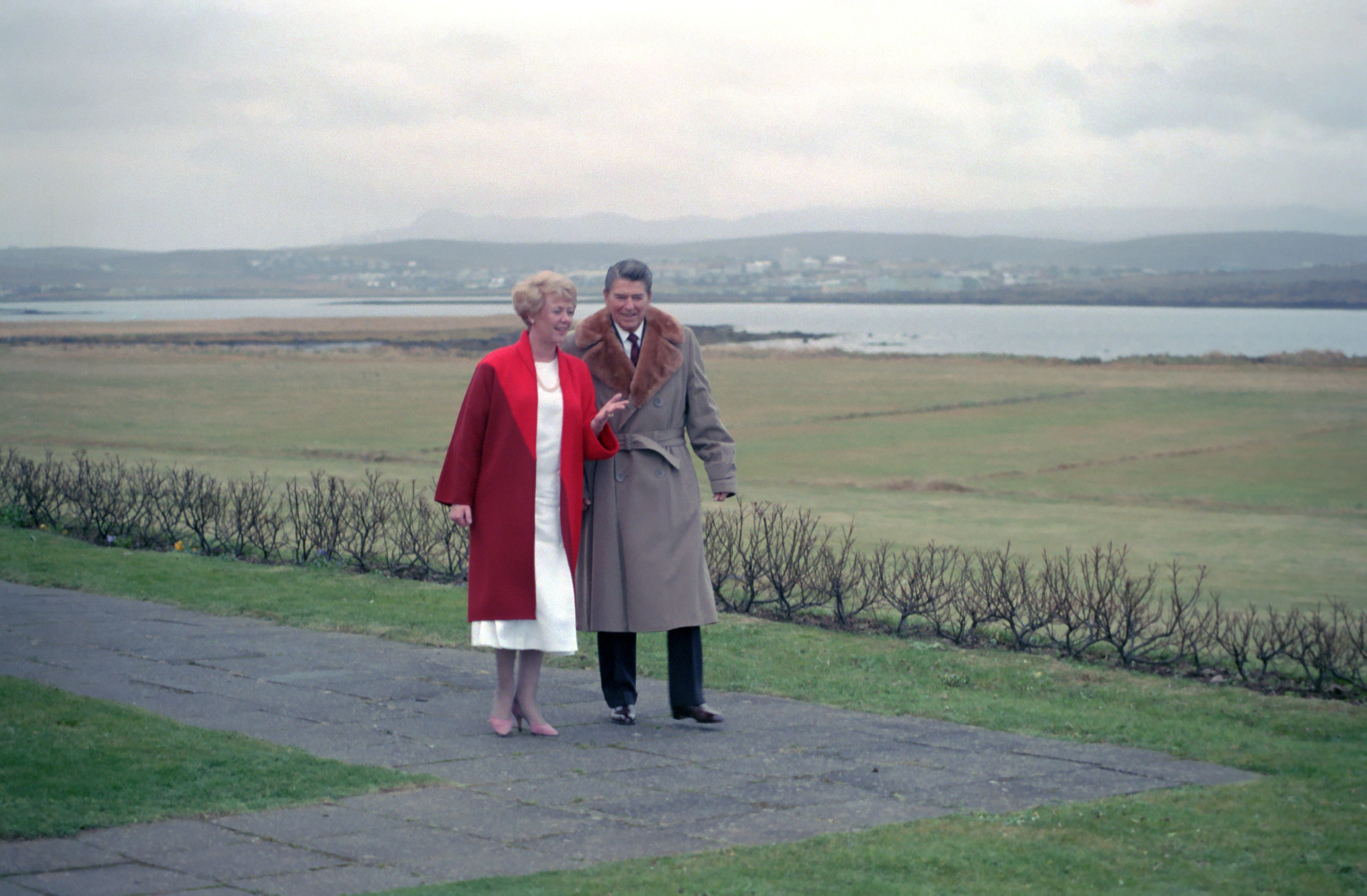
Vigdís Finnbogadóttir mit Ronald Reagan anlässlich des Gipfeltreffens in Reykjavík 1986

Sie gewann die Wahl mit 33,8 % der Stimmen (Guðlaugur Þorvaldsson wurde Zweiter mit 32,3 %) und war damit das erste demokratisch gewählte weibliche Staatsoberhaupt weltweit. Ihre Amtszeit dauerte vom 1. August 1980 bis zum 1. August 1996.
Die kritischen Stimmen verstummten im Laufe ihrer ersten Amtszeit zunehmend. Den Frauen-Streik 1985 versuchte sie zu unterstützen, sie musste dann aber – nach einer Rücktrittsdrohung des zuständigen Ministers – das Dekret zum Streikverbot für die Flugbegleiterinnen unterzeichnen. Wichtige Anliegen ihrer Präsidentschaft waren das Aufforstungsprogramm für Island, die Unterstützung der Isländischen Sprache und Traditionen sowie der Bewegung für Frauenrechte.
1984 und 1992 wurde sie (ohne Gegenkandidatur) wiedergewählt, 1988 gewann sie die Wahl trotz eines Gegenkandidaten mit mehr als 94 % der Stimmen. Zur Wahl 1996 trat sie nicht mehr an.

### Nach der Präsidentschaft
1996 wurde sie Gründungsvorsitzende des Council of Women World Leaders. Sie ist Mitglied des Club of Madrid und UNESCO-Botschafterin für die Förderung sprachlicher Vielfalt, für Frauenrechte und Bildung. Außerdem war sie Mitglied der Ethikkommission COMEST der UNESCO.
Bei einer landesweiten Umfrage 2005 wurde Vigdís zur bedeutendsten lebenden politischen Persönlichkeit Islands gewählt, noch vor dem damals amtierenden Präsidenten Ólafur Ragnar Grímsson.

## Ehrungen und Auszeichnungen
Vigdís erhielt zahlreiche ausländische Ehrungen und Ehrendoktorate. Am 25. Februar 1981 wurde sie mit dem dänischen Elefanten-Orden geehrt und am 9. Juni 1986 in den Nassauischen Hausorden vom Goldenen Löwen aufgenommen. Seit Oktober 2001 ist das Fremdspracheninstitut der Universität Island nach ihr benannt.